# Tuilerierna
Tuilerierna ('tuilerie' = kakelfabrik), franska: Palais des Tuileries (IPA: [palɛ de tɥilʁi]), var ett palats i centrala Paris som låg på floden Seines högra strand, på västra sidan av Louvren, från 1564 fram till år 1871. Det tjänstgjorde som residens för den franska monarkin vid flera tillfällen från 1664 och framåt; främst efter franska revolutionen, mellan 1789 och 1871. 
Tuilerierna användes tillfälligt av Ludvig XIV och Ludvig XV. Det var bostad åt kungafamiljen under franska revolutionen, sedan de hade tvingats lämna Versailles och bosätta sig i Paris, och var under den tiden skådeplats för flera berömda händelser. Det tjänade sedan som Parisbostad åt alla franska monarker under 1800-talet, bland dem kejsarna Napoleon I och Napoleon III. Tuilerierna brann ned i samband med en eldsvåda under Pariskommunen 1871 och revs 1889; hörnpaviljongerna bevarades dock.
Platsen där palatset förut stod är nu centrum för Tuileriträdgården, Le Jardin des Tuileries. Tuilerierna (Les Tuileries) är även namnet på ett område (quartier) i 1:a arrondissementet i Paris, kring parken och Place de la Concorde.

## Historia

### Det tidigaste palatset
Tuilerierna började uppföras 1564, av Philibert Delorme och på uppdrag av änkedrottning Katarina av Medici. Katarina av Medici ogillade det medeltida kungaslottet Hôtel des Tournelles och ville därför uppföra en ny bostad mittemot det nya kungaslottet Louvren. 
Palatset uppfördes på en plats där det redan på 1200-talet hade tillverkats kakel, på franska tuilerie, varifrån palatset fick sitt namn. Det ursprungliga palatset var relativt litet och bestod av en rektangel med kupol och en nordlig och sydlig flygel. Katarina av Medici kom dock aldrig att bo i Tuilierierna utan bosatte sig istället i Hôtel de Soissons, vilket gjorde att byggnadsarbetet avstannade 1574 och den nordliga flygeln inte blev färdigbyggd. 
Palatset var sedan övergivet fram till 1607–1610, då den norra flygeln byggdes ihop med Louvren (genom byggen 1594–1608) via en länga och hörnpaviljong mot Seine. Det gjorde dock byggnaden asymmetrisk, med en stor nordlig flygel och en liten sydlig. Under åren 1656 till 1666 slutfördes slutligen byggnationen av Tuilerierna på order av Ludvig XIV av Louis Le Vau och François d'Orbay, som byggde ut och förstorade hela palatset till en pendang till Louvren, och därefter lät göra om dess stil till den då moderna.
Tuilerierna var bostad åt Anne Marie Louise av Orléans mellan 1638 och 1652, åt Ludvig XIV mellan 1664 och 1667, och åt Ludvig XV under hans omyndighet mellan 1715 och 1722. Därefter delades det in i bostäder åt medlemmar av hovet, konstnärer och personer av alla samhällsklasser som av kungen hade blivit beviljade personligt underhåll. År 1728 hölls ett högtidligt parlamentssammanträde, ett så kallat Lite de Justice i närvaro av monarken i lokalen. Bland palatsets hyresgäster fanns Operan, som inrymdes i byggnaden mellan 1763 och 1770, och Comédie-Française från 1770 till 1782. 

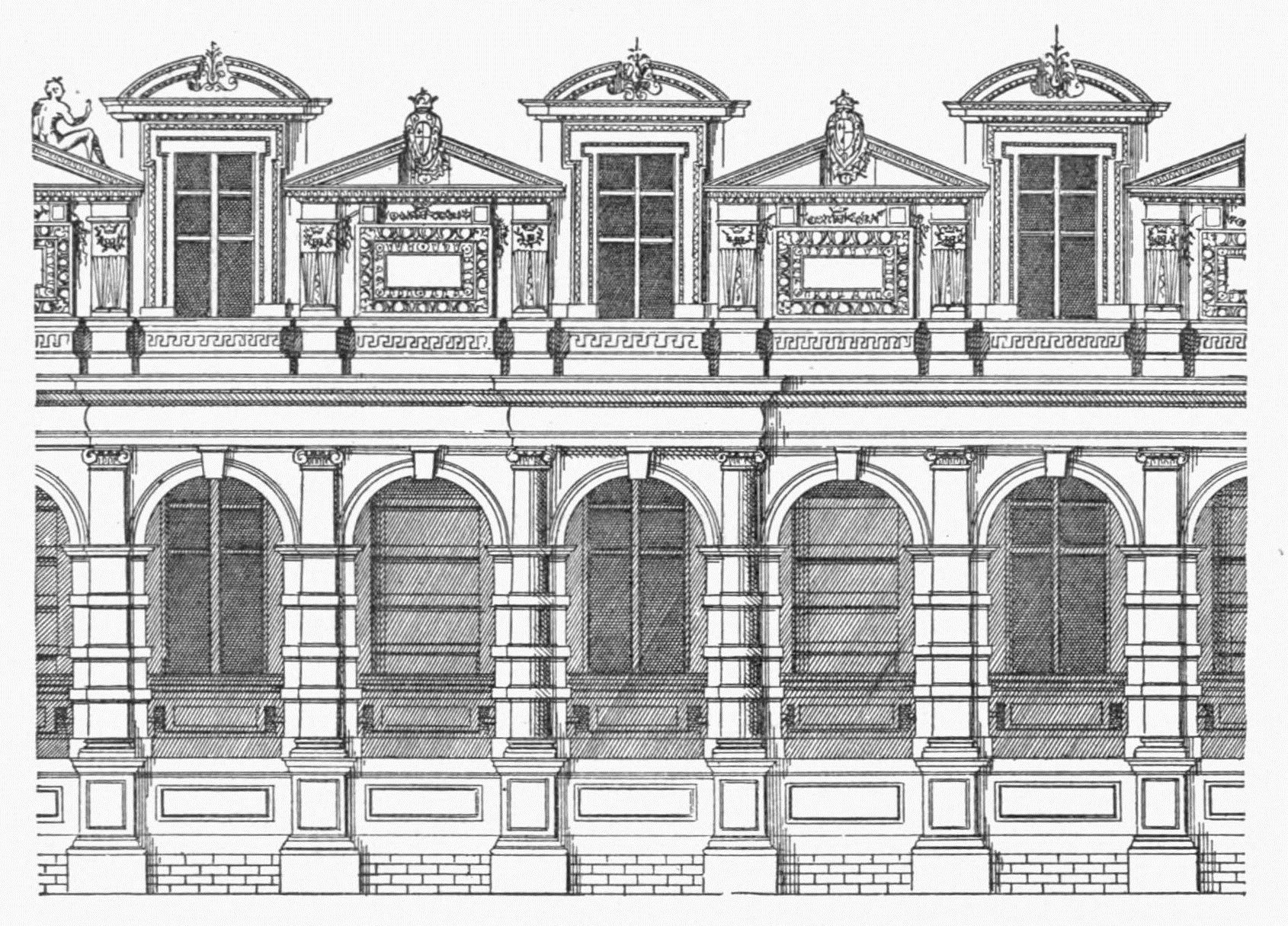
Trädgårdsfasaden efter Philibert Delorme 1579.
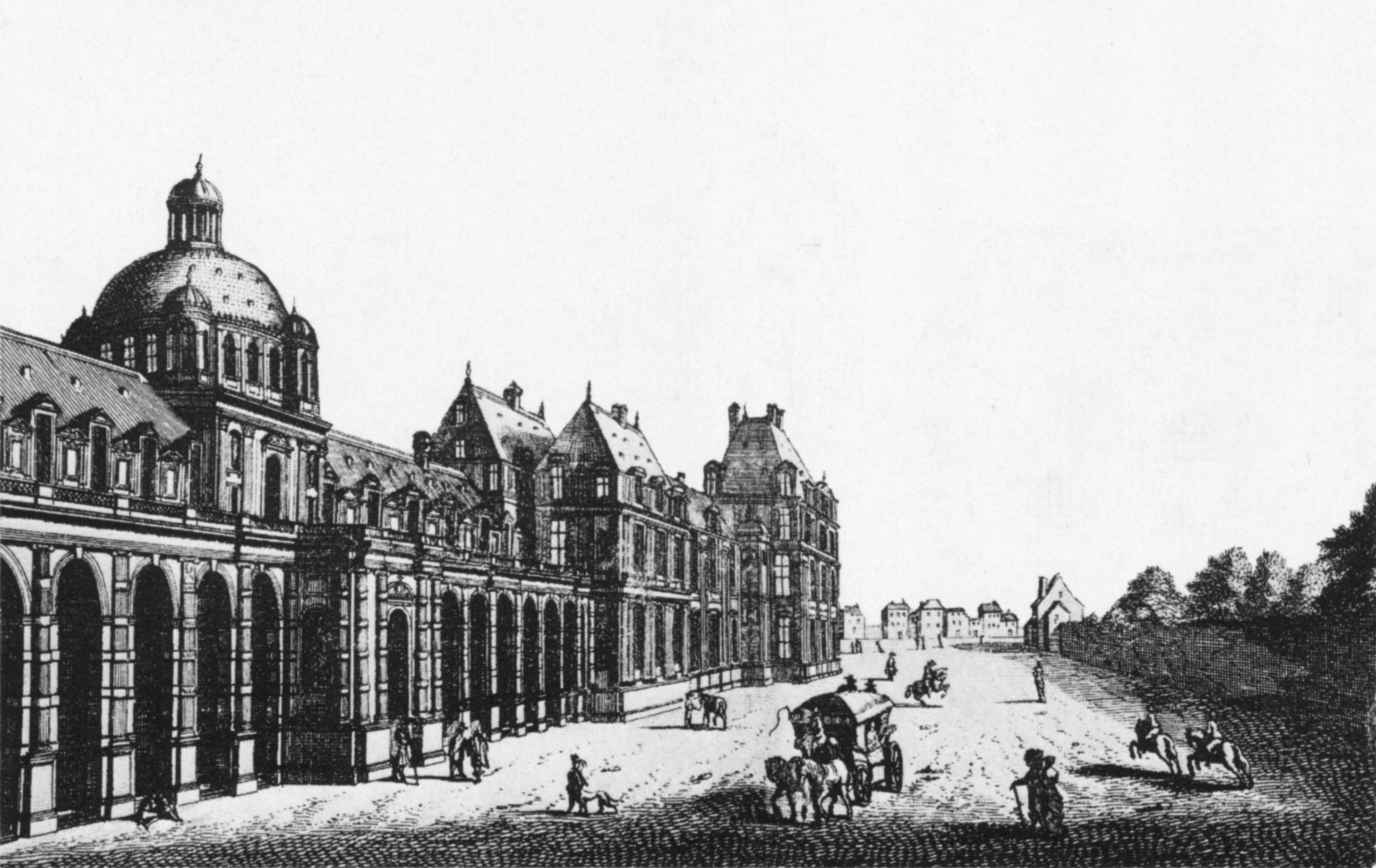
Palatset med trädgården till höger, ca 1650.

### Under franska revolutionen och Napoleontiden
Tuilerierna blev återigen ett kungligt residens under franska revolutionen från den 6 oktober 1789, när det kungliga hovet fördes från Versailles till Paris efter kvinnotåget till Versailles, fram till stormningen av Tuilerierna 10 augusti 1792. 
Stormningen av Tuilerierna var en viktig händelse som innefattade en massaker på palatsets garde och en plundring av palatset, som gjorde att kungahuset tvingades söka skydd hos regeringen. 
Från den 9 oktober 1789 inhyste en annan del av byggnaden, tidigare palatsets idrottslokaler, den franska regeringen innan den flyttade till Palais Bourbon 1798. 
Napoleon använde Tuilerierna som sitt residens mellan 1799 och 1815, både under tiden som förste konsul och som kejsare. Det gjordes då om i empirstil. 

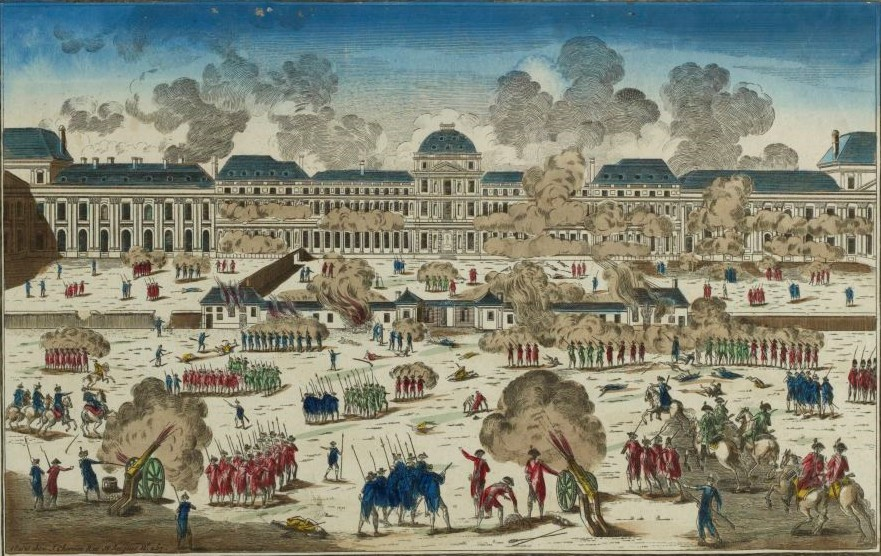
Stormningen 10 augusti 1792
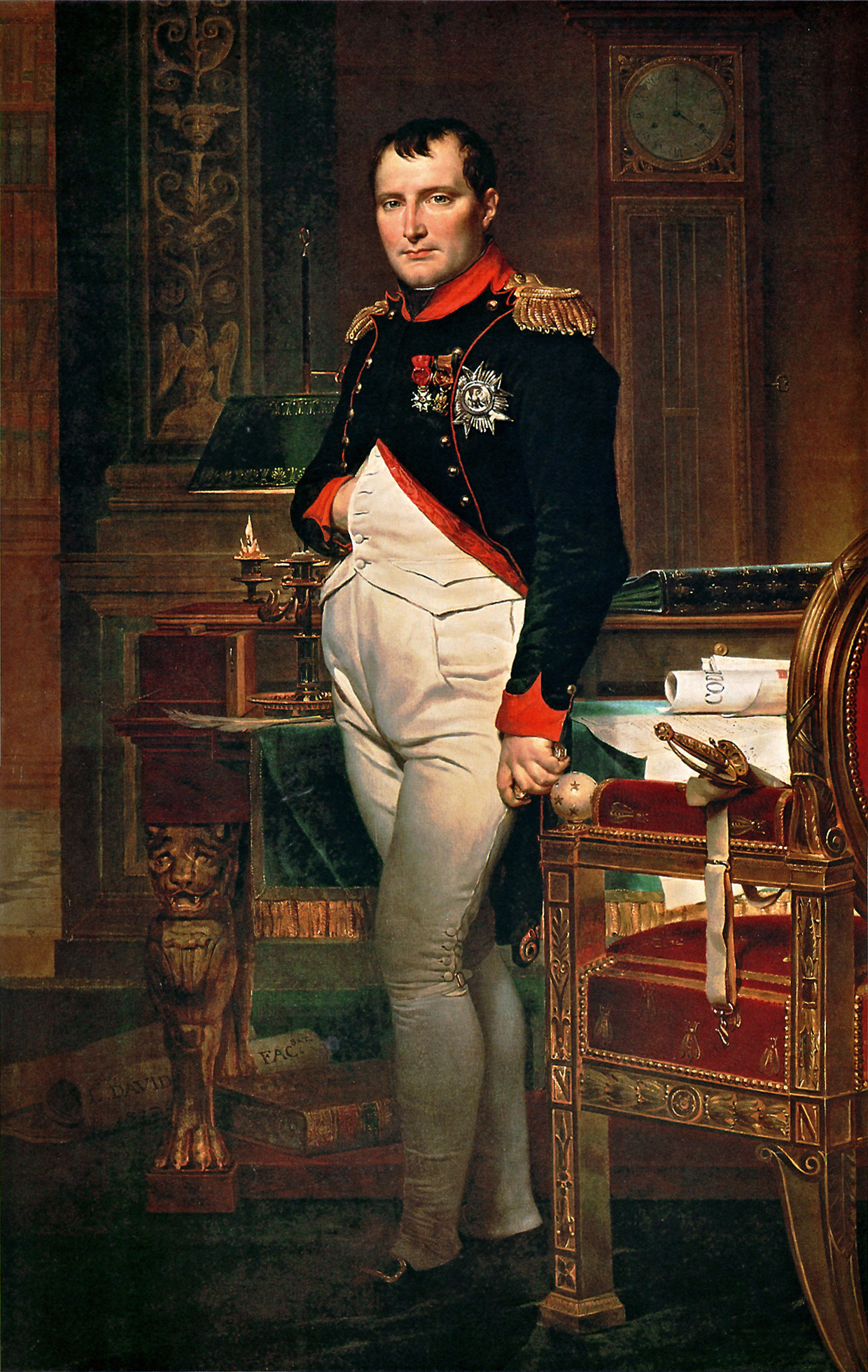
Napoleon Bonaparte i sitt skrivrum på Tuilerierna.

### Andra kejsardömet och Pariskommunen
Efter Napoleons fall användes det som kungligt residens även under den Bourbonska restaurationen 1815-1830. Det invaderades och plundrades för andra gången i sin historia under julirevolutionen 1830. Kung Ludvig Filip residerade också i byggnaden från 21 september 1831 fram till februarirevolutionen 1848, när palatset för tredje gången invaderades och plundrades. 
Tuilerierna tjänstgjorde sedan som hospital för krigsinvalider fram till december 1852, när det blev kejserligt residens under Napoleon III. Under denna tid utbyggdes palatset ännu mer så det förenades fullständigt med Louvren och kom att utgöra ett av de största palatsen i Europa. 
Napoleon III avsattes då han tillfångatagits under kriget med Preussen 2 september 1870, och Frankrikes ställföreträdande regent och kejsarinna Eugénie de Montijo lämnade Tuilerierna genom Louvren två dagar senare, efter att demonstrationer brutit ut runtomkring palatset. 
Under Pariskommunen 1871 hölls flera allmänna tillställningar i byggnaden, bland annat konserter. Den 23 maj antändes byggnaden på order av myndigheterna och brann i fyra dagar. Byggnadens skelett kvarstod dock relativt oskatt efter branden. Det fanns planer på att återuppföra palatset, men eftersom byggnaden var alltför förknippat som symbol för de tidigare kungliga och kejserliga regimerna ansågs detta oklokt. Ruinerna revs 1883. 
Frågan om att återuppföra Tuilerierna väcktes igen 2003.

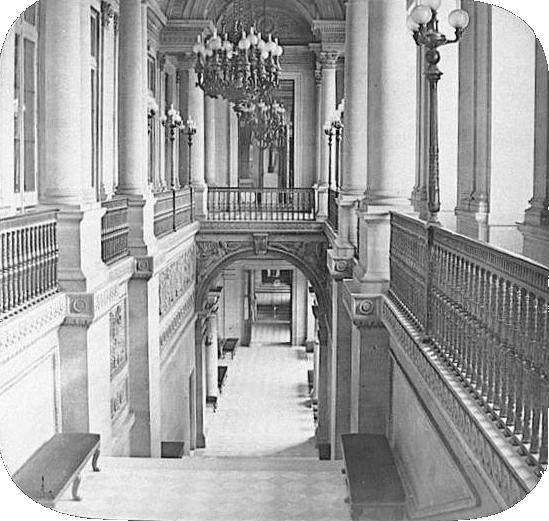
Fotografi från stora trapphallen, före 1871.
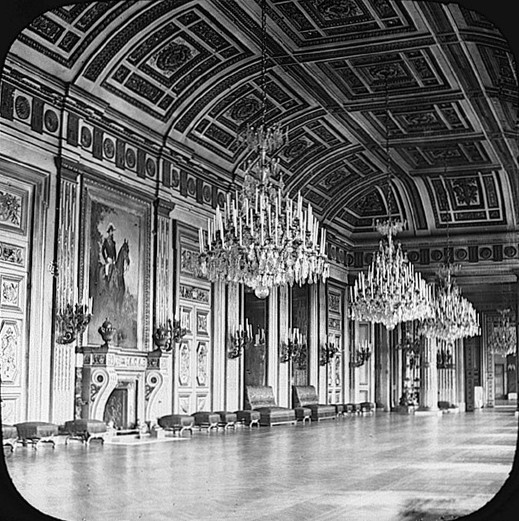
Fotografi från Fredssalen, före 1871.